# Omalodes
Omalodes är ett släkte av skalbaggar. Omalodes ingår i familjen stumpbaggar.

## Dottertaxa tillOmalodes, i alfabetisk ordning[1]
- Omalodes amazonicus
- Omalodes angulatus
- Omalodes anthracinus
- Omalodes areolatus
- Omalodes bifoveolatus
- Omalodes binodulus
- Omalodes bisulcatus
- Omalodes brevisternus
- Omalodes bullatus
- Omalodes cerqueirae
- Omalodes chapadae
- Omalodes clavulus
- Omalodes consanguineus
- Omalodes depressisternus
- Omalodes ebeninus
- Omalodes extorris
- Omalodes exul
- Omalodes fassli
- Omalodes faustus
- Omalodes felix
- Omalodes fortunatus
- Omalodes foveola
- Omalodes gagatinus
- Omalodes grossus
- Omalodes haitianus
- Omalodes humerosus
- Omalodes intermedius
- Omalodes laceratus
- Omalodes laevicollis
- Omalodes laevigatus
- Omalodes laevinotus
- Omalodes lapsans
- Omalodes lucidus
- Omalodes marquisicus
- Omalodes marseuli
- Omalodes mendax
- Omalodes mestino
- Omalodes monilifer
- Omalodes novus
- Omalodes obliquistrius
- Omalodes omega
- Omalodes optatus
- Omalodes perpolitus
- Omalodes planifrons
- Omalodes praevius
- Omalodes pulvinatus
- Omalodes punctistrius
- Omalodes ruficlavis
- Omalodes serenus
- Omalodes seriatus
- Omalodes simplex
- Omalodes sinuaticollis
- Omalodes sobrinus
- Omalodes soulouquii
- Omalodes tuberculatus
- Omalodes tuberculifer
- Omalodes tuberculipygus
- Omalodes tuberosus
- Omalodes wagneri
- Omalodes vapulo